# Bridge Burning
«Bridge Burning» es una canción de la banda estadounidense de rock alternativo Foo Fighters, extraído de su séptimo álbum de estudio Wasting Light (2011). El 16 de marzo de 2012, la revista de música en línea Loudwire anunció que Foo Fighters lanzaría la canción como un sencillo de radio adecuado. La canción aparece en la banda sonora del videojuego Madden NFL 12.

## Posiscionamiento en las listas
| Chart                                       | Posición |
| ------------------------------------------- | -------- |
| Canada (Canadian Hot 100)                   | 75       |
| UK Rock and Metal (Official Charts Company) | 14       |
| US Alternative Songs (Billboard)            | 25       |
| US Mainstream Rock (Billboard)              | 14       |
| US Hot Rock Songs (Billboard)               | 22       |